# Distretto di Patna
Patna è un distretto dell'India di 4 709 851 abitanti, che ha come capoluogo Patna.